# Journée mondiale de la ménopause
La journée mondiale de la ménopause est célébrée le 18 octobre.

## Contexte
Créé par l'International Menopause Society, la Journée mondiale de la ménopause a lieu chaque année le 18 octobre et a pour but de sensibiliser aux problèmes liés à la santé des femmes en phase de ménopause.
En 2030, 1,2 milliard de femmes seront âgées de 50 ans et plus selon l’OMS et un nombre croissant de ces femmes peut s’attendre à vivre plusieurs décennies après la ménopause.